# Lijst van kardinalen gecreëerd door paus Pius XII

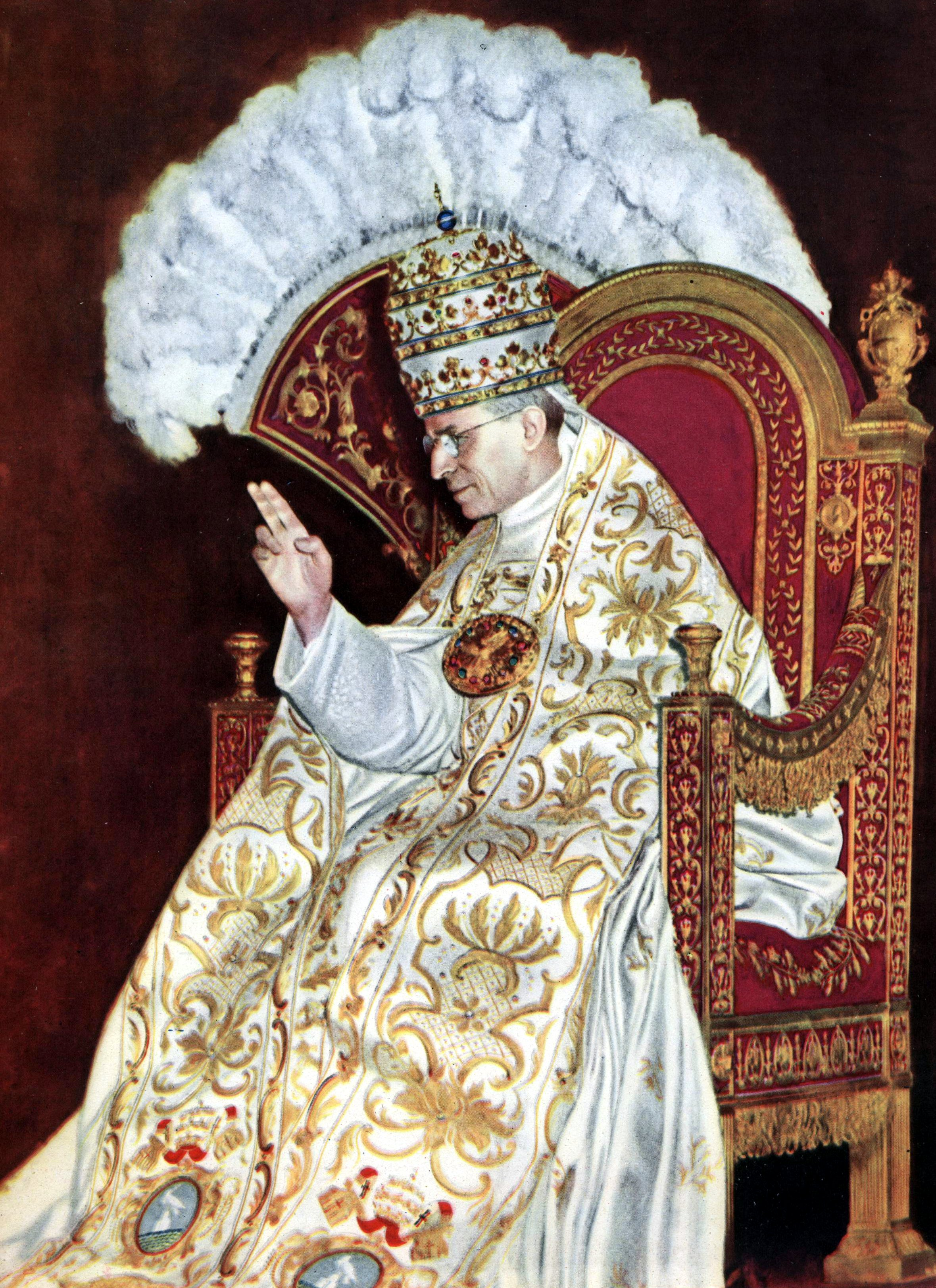

Hieronder volgt een lijst van kardinalen gecreëerd door paus Pius XII.

## Consistorie van 18 februari 1946
- John Joseph Glennon, aartsbisschop van Saint Louis (Missouri), Verenigde Staten
- Clemens August von Galen, bisschop van Münster, Duitsland
- Augustin Parrado y Garcia, aartsbisschop van Granada, Spanje
- Juan Gualberto Guevara, aartsbisschop van Lima, Peru
- Giuseppe Bruno, secretaris van de Sacra Congregatio Cardinalium Concilii Tridentini interpretum
- Adam Stefan Sapieha, aartsbisschop van Krakau, Polen
- Manuel Arce y Ochotorena, aartsbisschop van Tarragona, Spanje
- Bernard William Griffin, aartsbisschop van Westminster, Engeland
- Manuel Arteaga y Betancourt, aartsbisschop van Havana, Cuba
- Teodosio Clemente de Gouveia, aartsbisschop van Lourenço Marques, Mozambique
- Clément-Émile Roques, aartsbisschop van Rennes, Frankrijk
- Clemente Micara, titulair aartsbisschop van Apamea in Syrië, apostolisch nuntius voor België en internuntius voor Luxemburg
- József Mindszenty, aartsbisschop van Esztergom, Hongarije
- Krikor Bedros XV Agagianian, patriarch van Cilicië van de Armeniërs
- Jaime de Barros Câmara, aartsbisschop van São Sebastião do Rio de Janeiro, Brazilië
- Enrique Pla y Deniel, aartsbisschop van Toledo, Spanje
- Francis Joseph Spellman, aartsbisschop van New York, Verenigde Staten van Amerika
- James Charles McGuigan, aartsbisschop van Toronto, Canada
- Joseph Frings, aartsbisschop van Keulen, Duitsland
- Carlos Carmelo Vasconcellos Motta, aartsbisschop van São Paulo, Brazilië
- Antonio Caggiano, bisschop van Rosario, Argentinië
- Norman Thomas Gilroy, aartsbisschop van Sydney, Australië
- José María Caro Rodriguez, aartsbisschop van Santiago de Chile, Chili
- Edward Aloysius Mooney, aartsbisschop van Detroit, Verenigde Staten van Amerika
- Benedetto Aloisi Masella, titulari aartsbisschop van Cesarea in Mauritanië, apostolisch nuntius voor Brazilië
- Konrad von Preysing, bisschop van Berlijn, Duitsland
- Johannes de Jong, aartsbisschop van Utrecht, Nederland
- Samual Alphonsius Stritch, aartsbisschop van Chicago, Verenigde Staten van Amerika
- Jules-Géraud Saliège, aartsbisschop van Toulouse, Frankrijk
- Ernesto Ruffini, aartsbisschop van Palermo, Italië
- Thomas Tien Ken-sin, SVD, aartsbisschop van Peking, China
- Pierre-André-Charles Petit de Julleville, aartsbisschop van Rouen, Frankrijk

## Consistorie van 12 januari 1953
- Francesco Borgongini Duca, titulair aartsbisschop van Heraclea, apostolisch nuntius voor Italië
- Georges Grente, bisschop van Le Mans, Frankrijk (aartsbisschop ad personam)
- Crisanto Luque Sánchez, aartsbisschop van Bogota, Colombia
- Marcello Mimmi, aartsbisschop van Napels, Italië
- John Francis D'Alton
- Angelo Giuseppe Roncalli, titulair aartsbisschop van Mesembria, apostolisch nuntius voor Frankrijk (later Paus Johannes XXIII)
- Valerio Valeri, titulair aartsbisschop van Efese, assessor van de Congregatie voor de Oosterse Kerken
- Gaetano Cicognani, titulair aartsbisschop van Ancira, apostolisch nuntius voor Spanje
- Pietro Ciriaci, titulair aartsbisschop van Tarso, apostolisch nuntius voor Portugal
- Augusto Álvaro da Silva, aartsbisschop van São Salvador da Bahia de Todos os Santos, Brazilië
- Maurice Feltin, aartsbisschop van Parijs, Frankrijk
- Stefan Wyszyński, aartsbisschop van Warschau, Polen
- Giuseppe Siri, aartsbisschop van Genua, Italië
- Paul-Émile Léger, PSS, aartsbisschop van Montreal, Canada
- Benjamín de Arriba y Castro, aartsbisschop van Tarragona, Spanje
- Valerian Gracias, aartsbisschop van Bombay, India
- Giacomo Lercaro, aartsbisschop van Bologna, Italië
- James Francis McIntyre, aartsbisschop van Los Angeles, Verenigde Staten van Amerika
- Alfredo Ottaviani, assessor van de prefect van de Sacra Congregatio Cardinalium Concilii Tridentini interpretum
- Celso Costantini, titulair aartsbisschop van Theodosiopoli, secretaris van de Congregatie voor de Evangelisatie van de Volkeren
- Alojzije Stepinac, aartsbisschop van Zagreb, Joegoslavië
- Joseph Wendel, aartsbisschop van München en Freising, Duitsland
- Fernando Quiroga y Palacios, aartsbisschop van Santiago de Compostella, Spanje
- Carlos María de la Torre, aartsbisschop van Quito, Ecuador
- Carlo Agostini, Patriarch van Venetië, zou tijdens dit consistorie tot kardinaal verheven worden, maar hij stierf op 28 december 1952 plotseling.